# أيزو 3166-2:CX

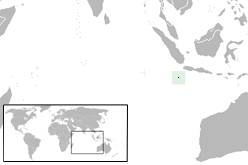

أيزو 31166-2:CX هو الجزء المخصص لدولة جزيرة عيد الميلاد في أيزو 3166-2، وهو جزء من معيار أيزو 3166 الذي نشرته المنظمة الدولية للتوحيد القياسي (أيزو)، والذي يُعرف رموز لأسماء التقسيمات الرئيسية (مثل الأقاليم، الجهات، المقاطعات أو الولايات) من جميع البلدان في ترميز أيزو 3166-1.
حاليا لم يتم تحديد رمز أيزو 3166-2 لجزيرة عيد الميلاد، حيث لا يوجد فيها تقسيمات محددة، وتم تعيين رمز أيزو 3166-1 حرفي-2 CX لها.

## وصلات خارجية
- المنظمة الدولية للتوحيد القياسي أيزو 3166-2:CX